# モードリン・カレッジ (ケンブリッジ大学)
座標: 北緯52度12分37秒 東経0度6分58秒 / 北緯52.21028度 東経0.11611度

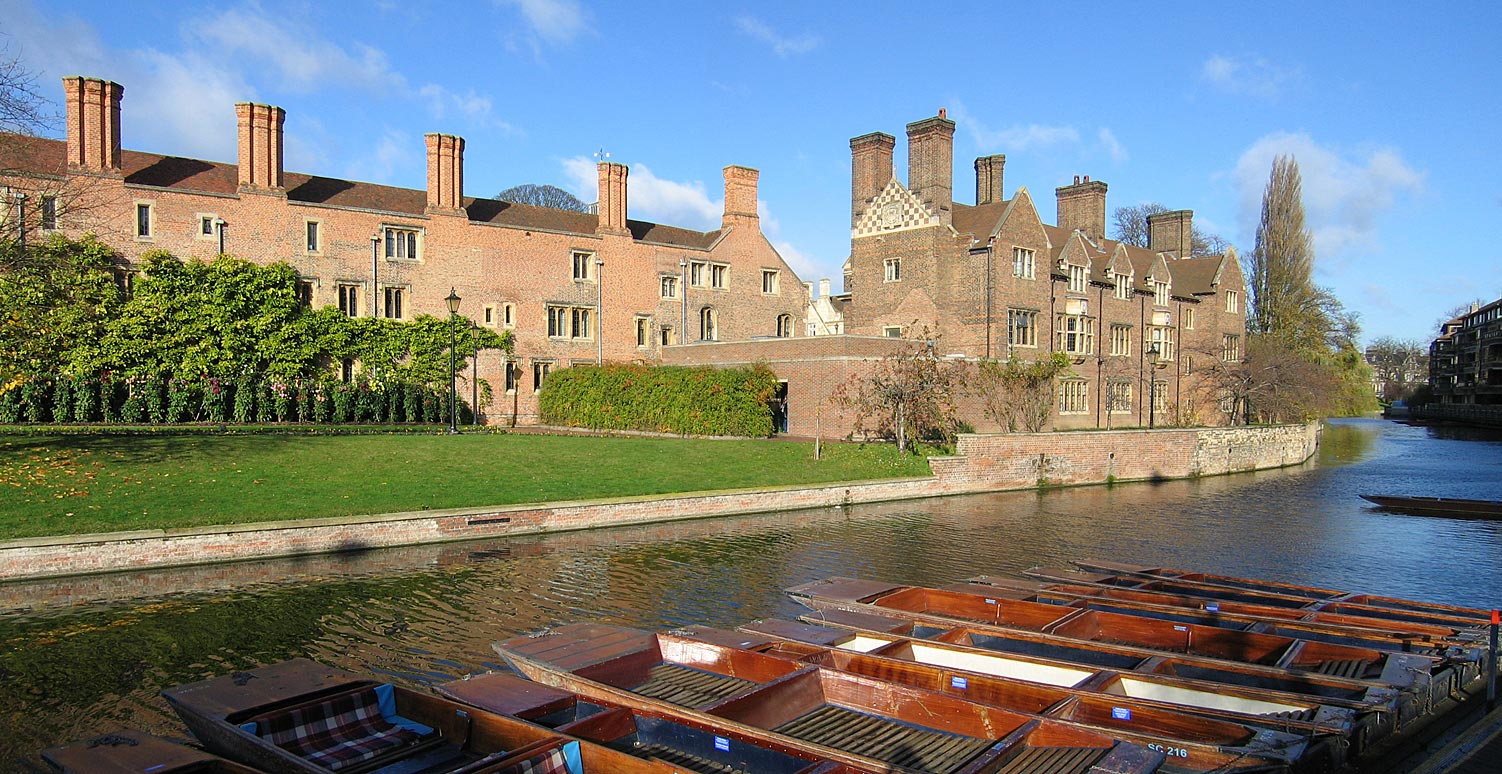
ケム川沿いのカレッジ

モードリン・カレッジ（Magdalene College）は、ケンブリッジ大学のカレッジ。1428年設立。

## 歴史

### バッキンガム・カレッジ

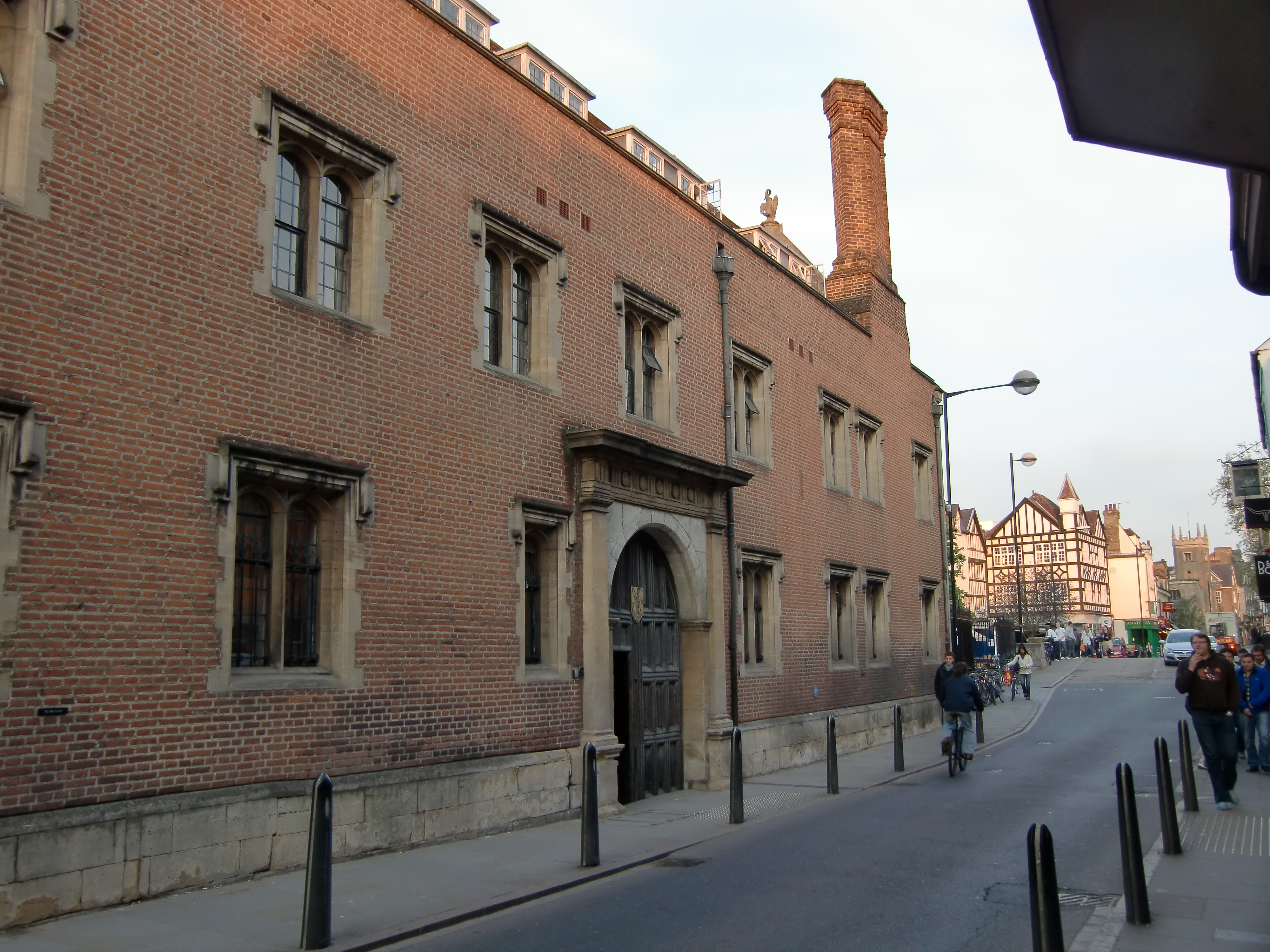
モードリン・カレッジ守衛所の街路側は16世紀の建築様式を伝える。

1428年に設立されたバッキンガム・カレッジが前身。1542年に聖メアリー・マグダレン・カレッジと名前を変え、ケンブリッジ大学の一部となる。

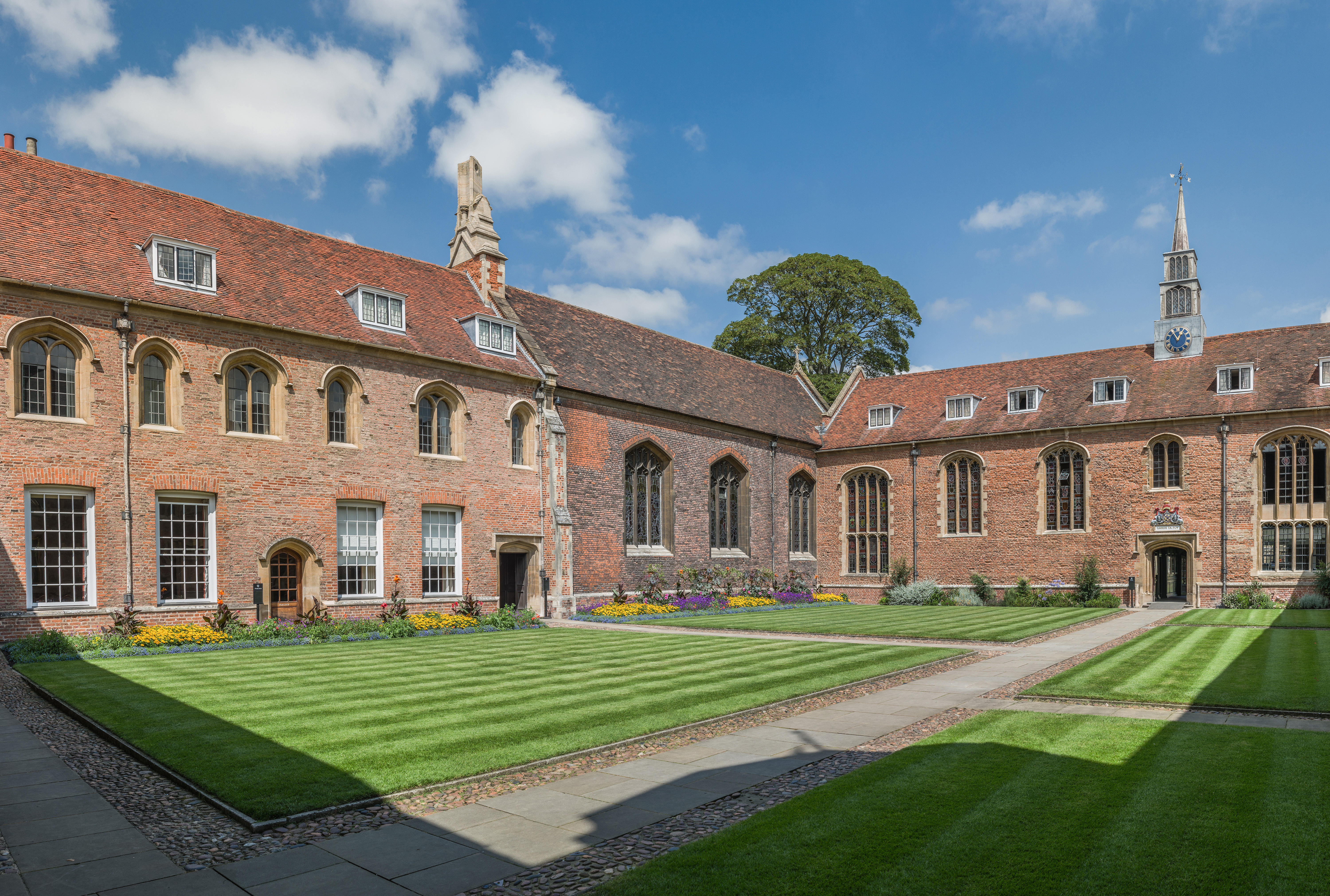
ファースト・コートに面したチャペル（中央）と食堂（右）
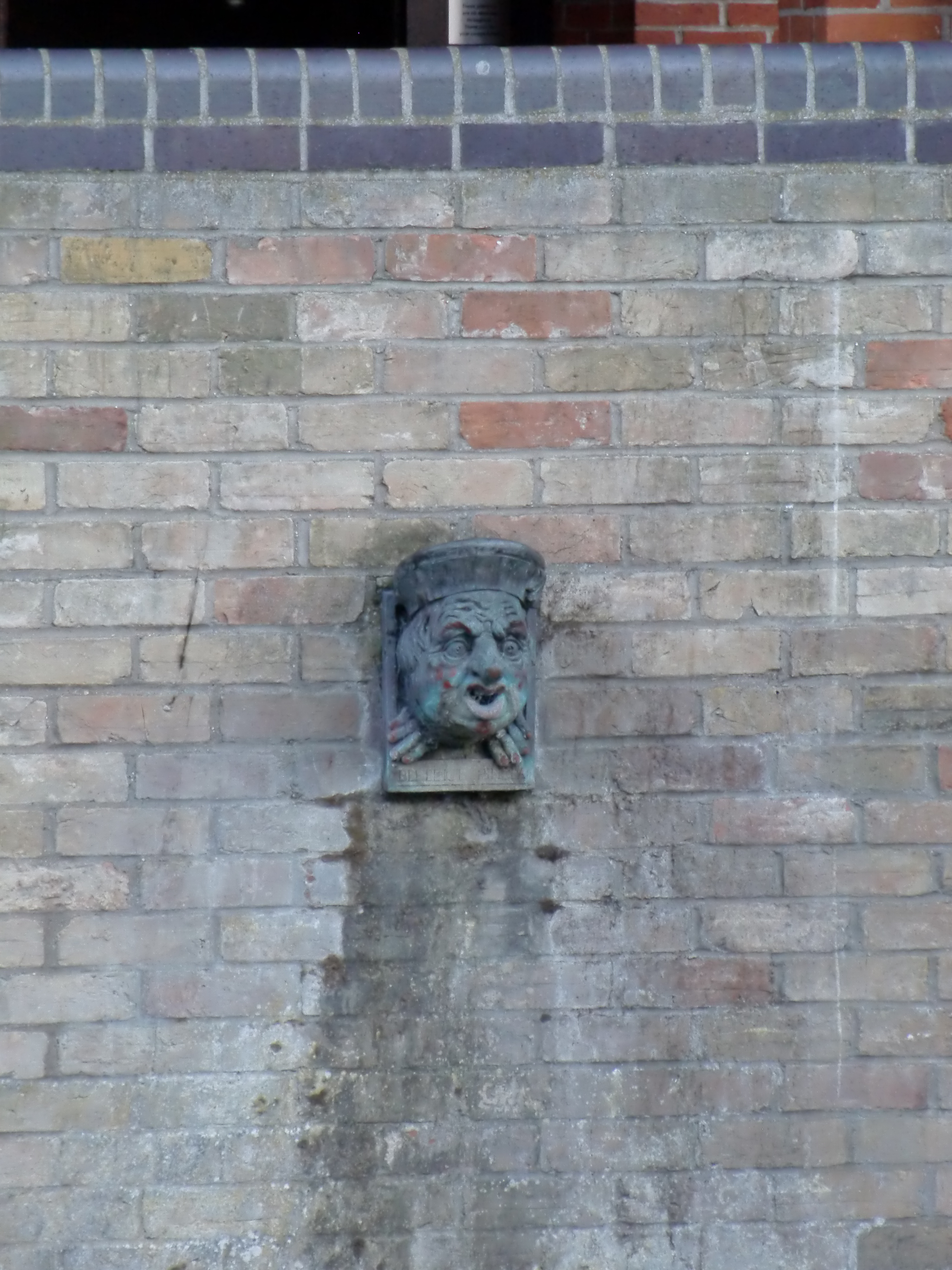
クエイサイドの雨樋。遺贈不動産の違法登記首謀者とされたベネデット・スピノーラ（en）の似顔とされる。
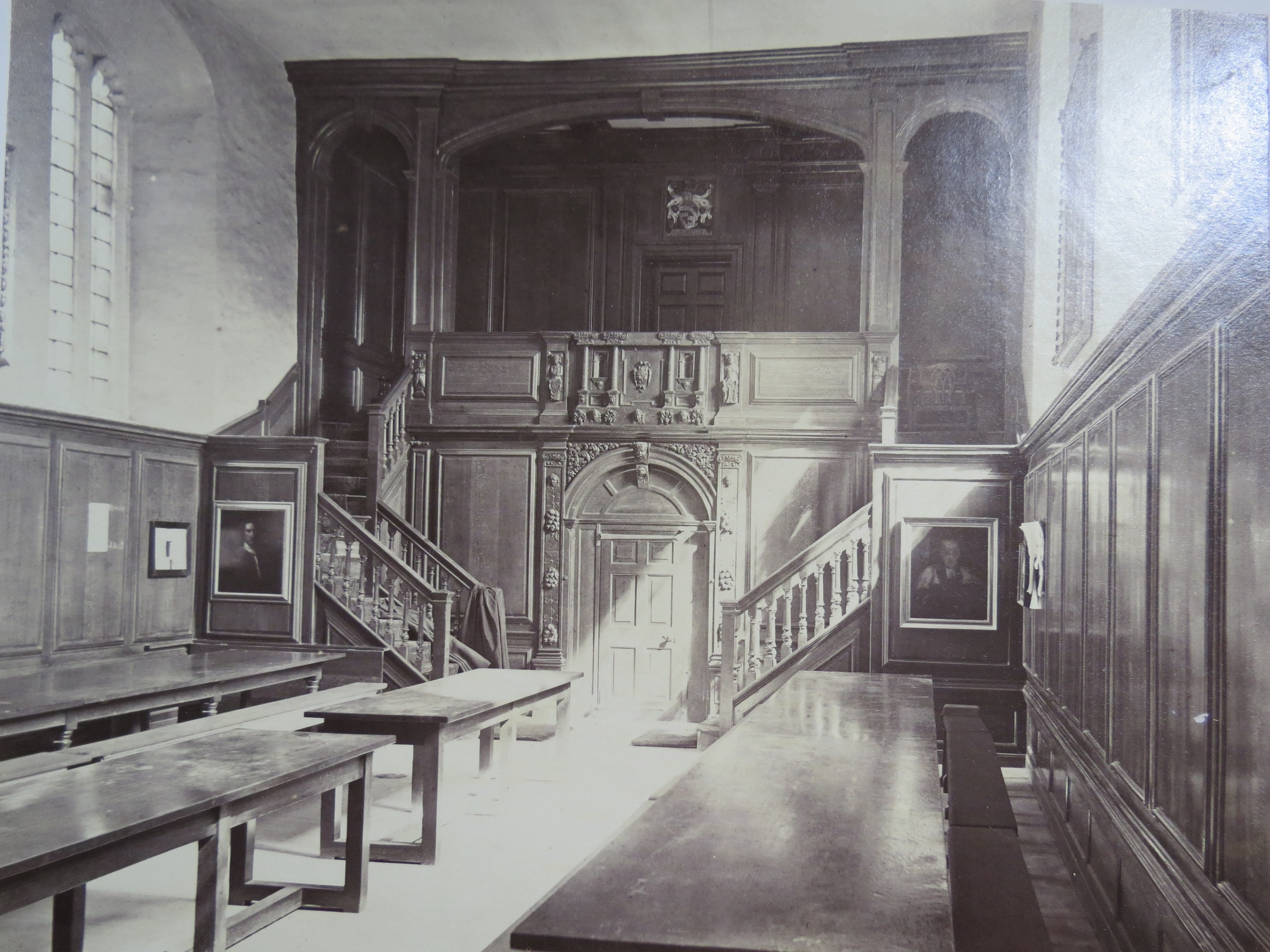
正食堂（the Hall 1870年頃）
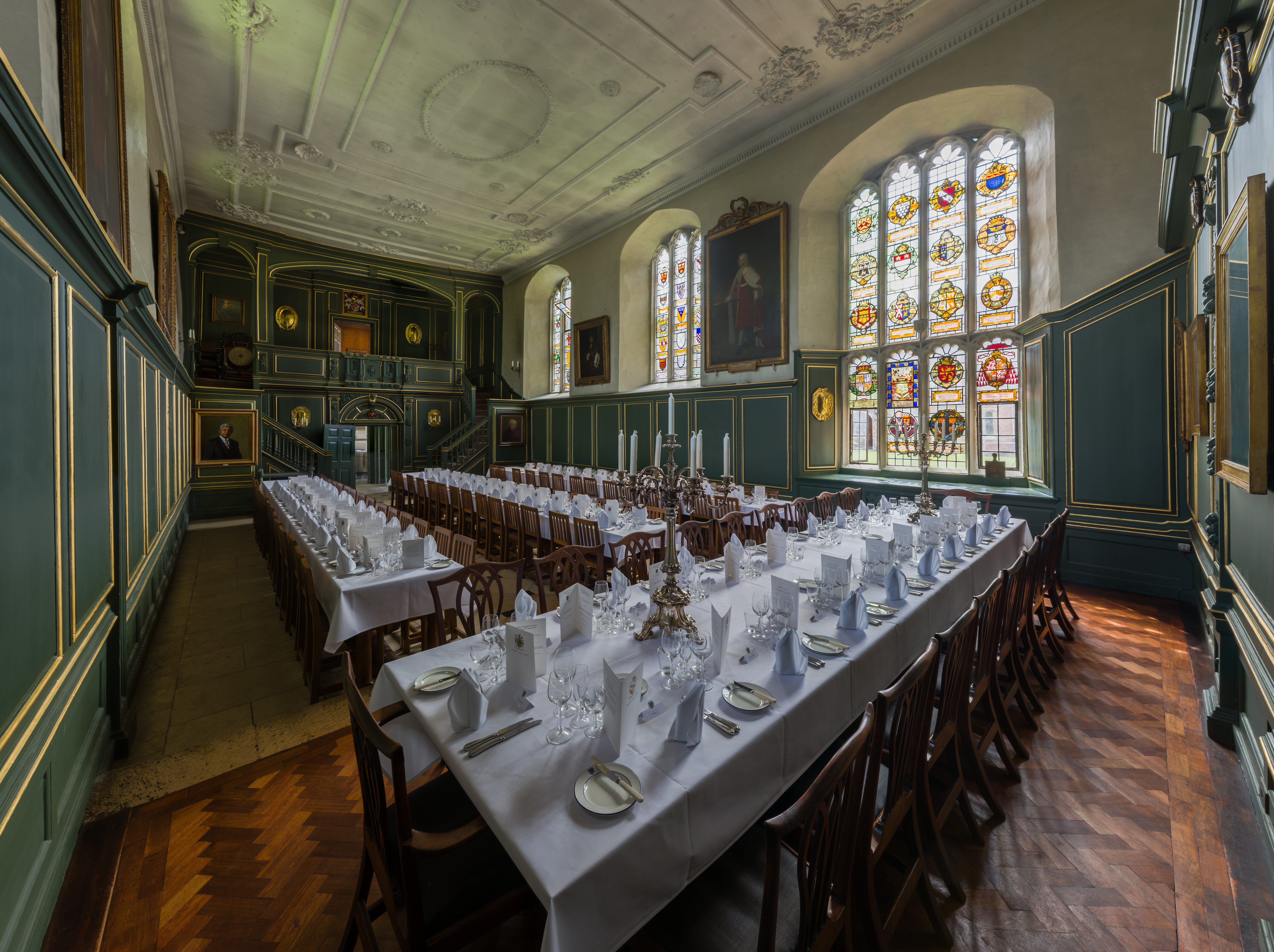
正食堂（2014年）
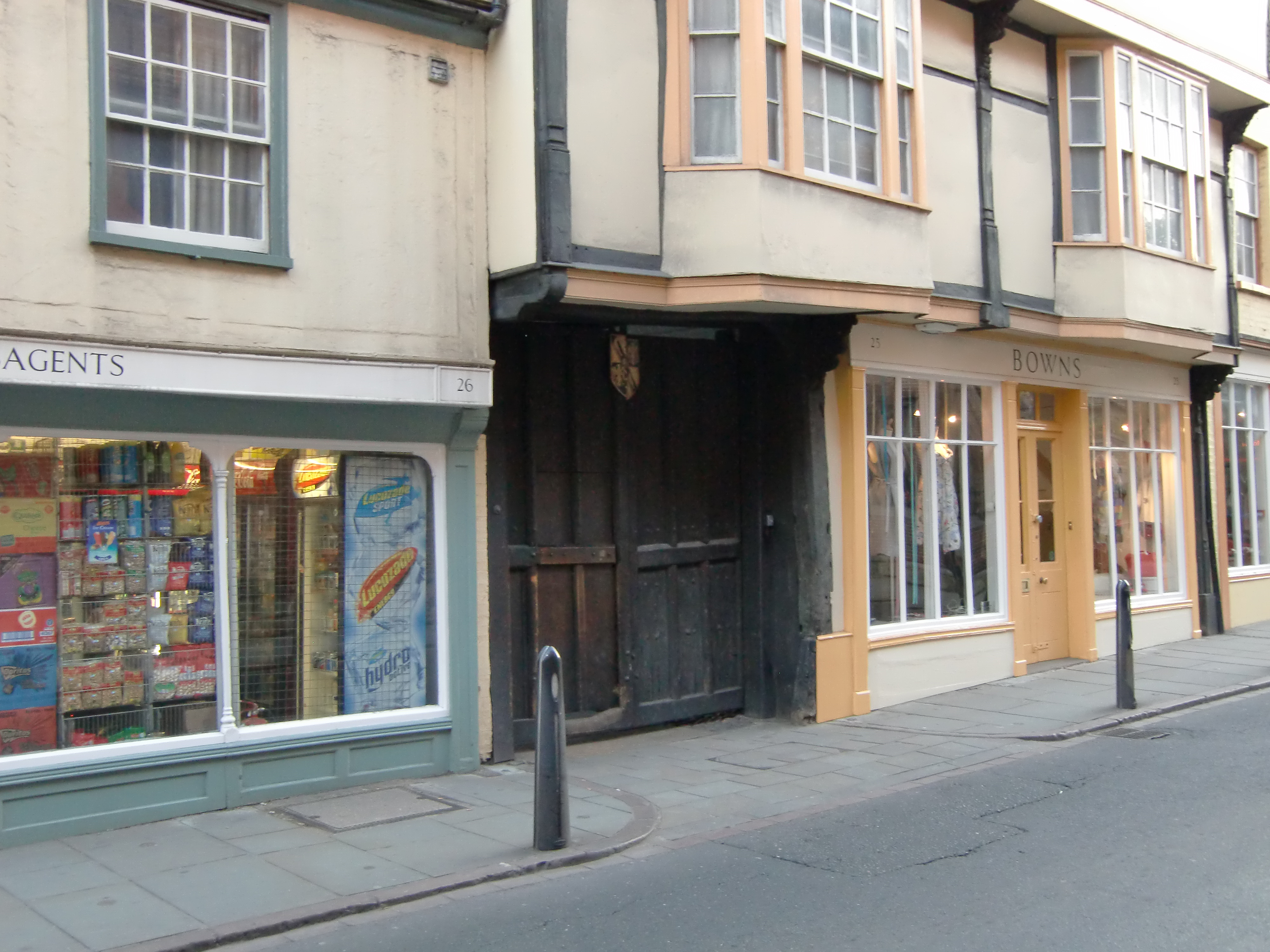
構内のモードリン・ビレッジに通じる木戸
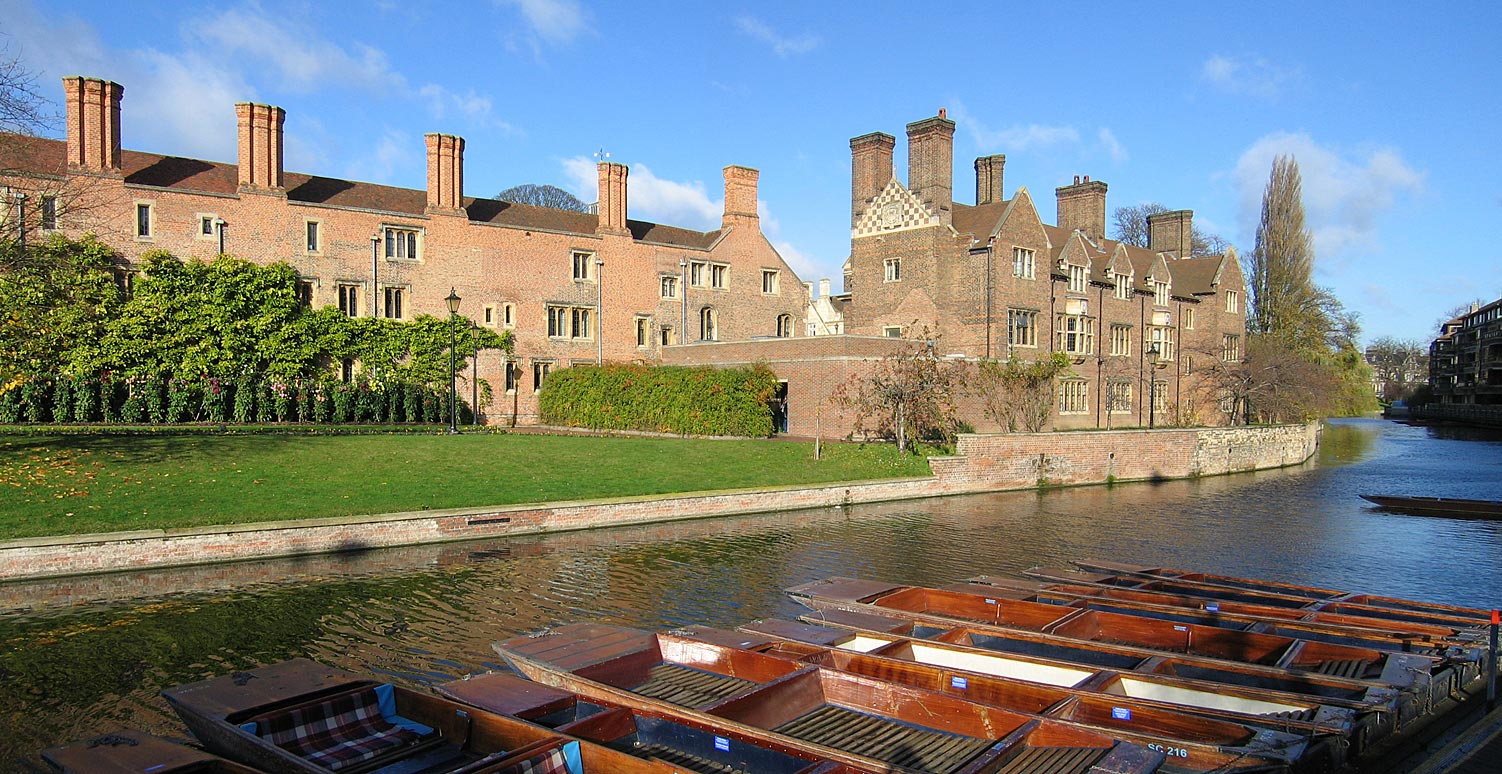
ケム川の対岸から全景を望む
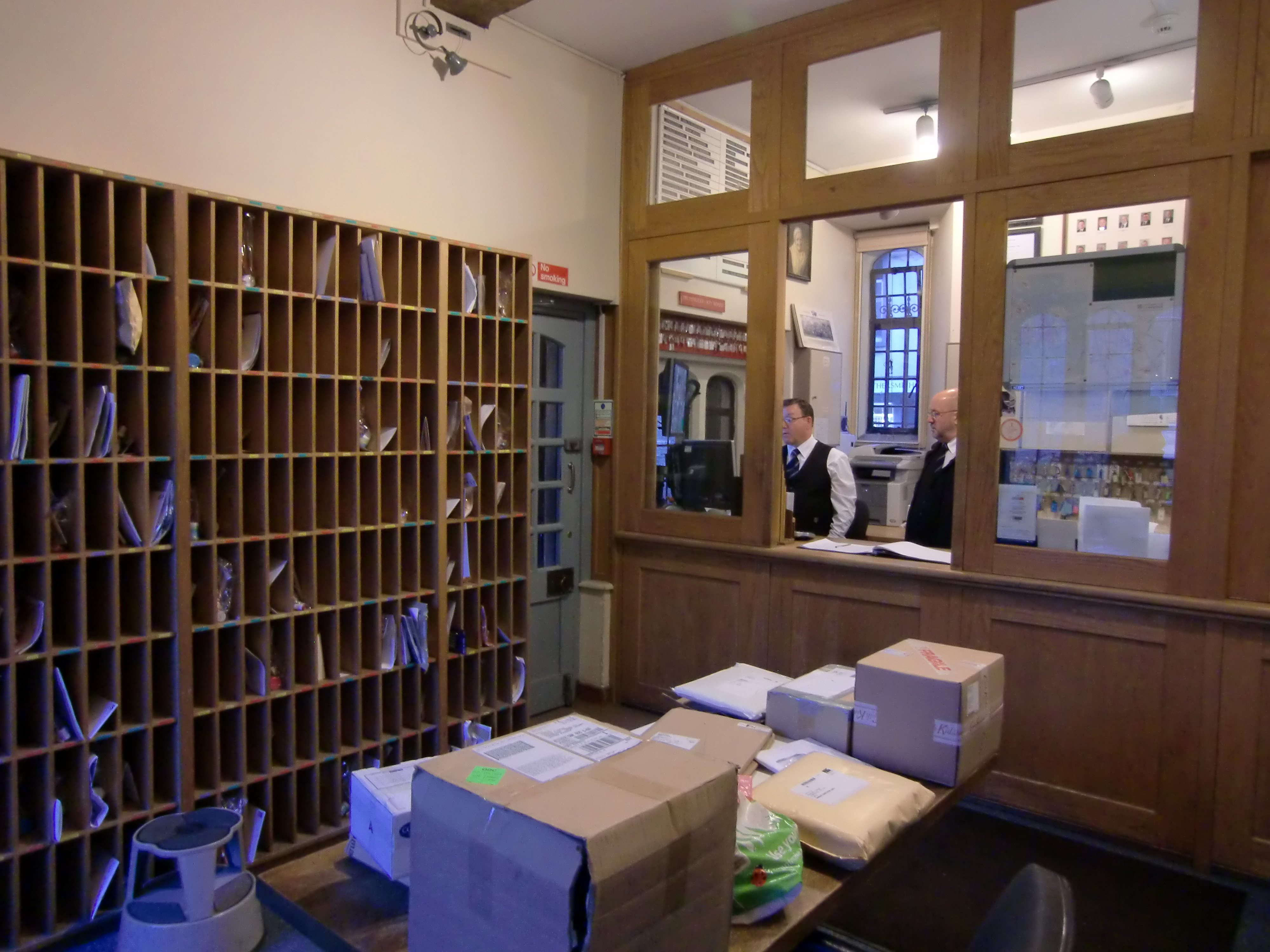
守衛所の内装
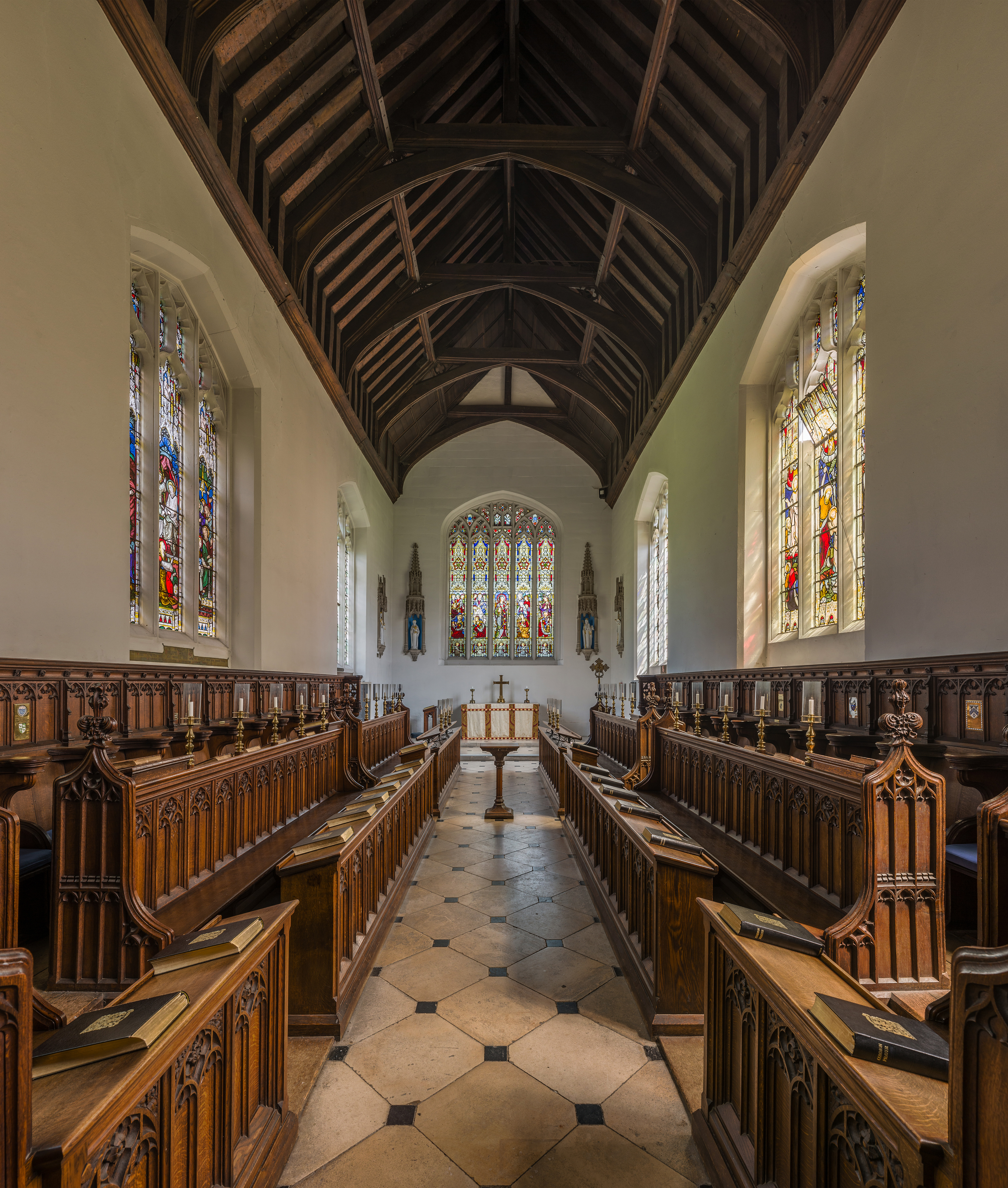
チャペル内部
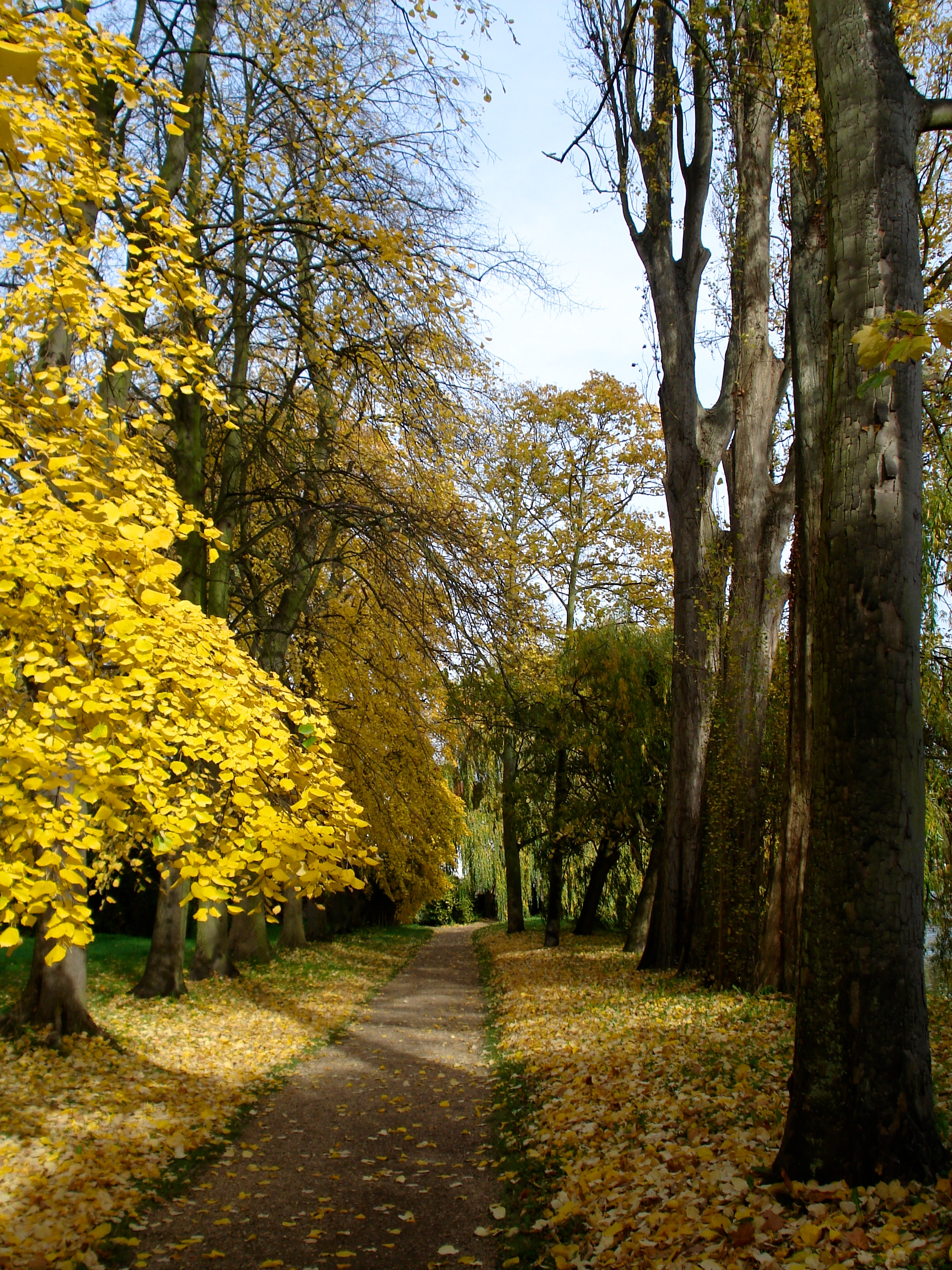
フェローの庭の小径の秋景（Fellows' Garden Path）
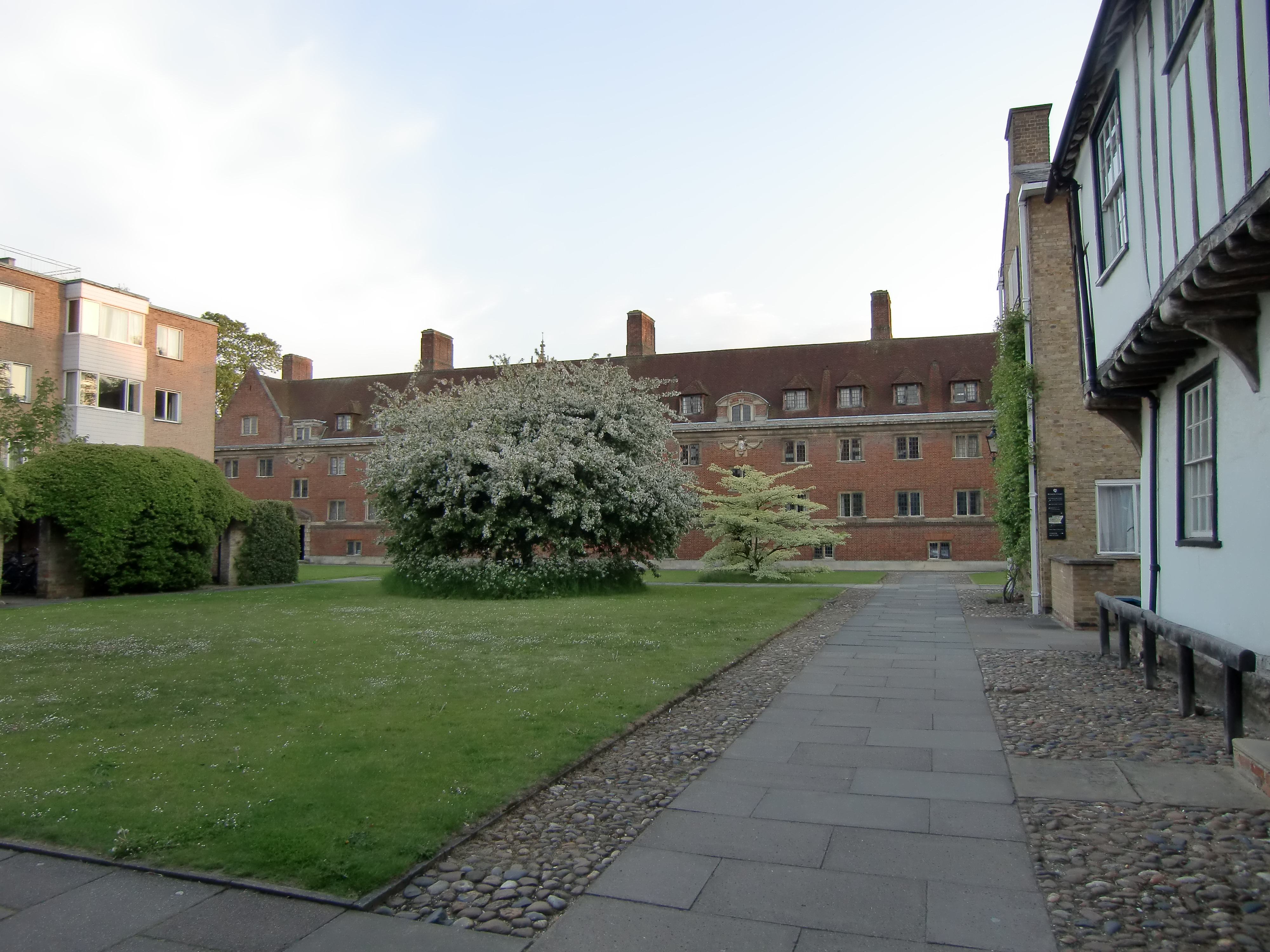
マロリー・コート（Mallory Court）
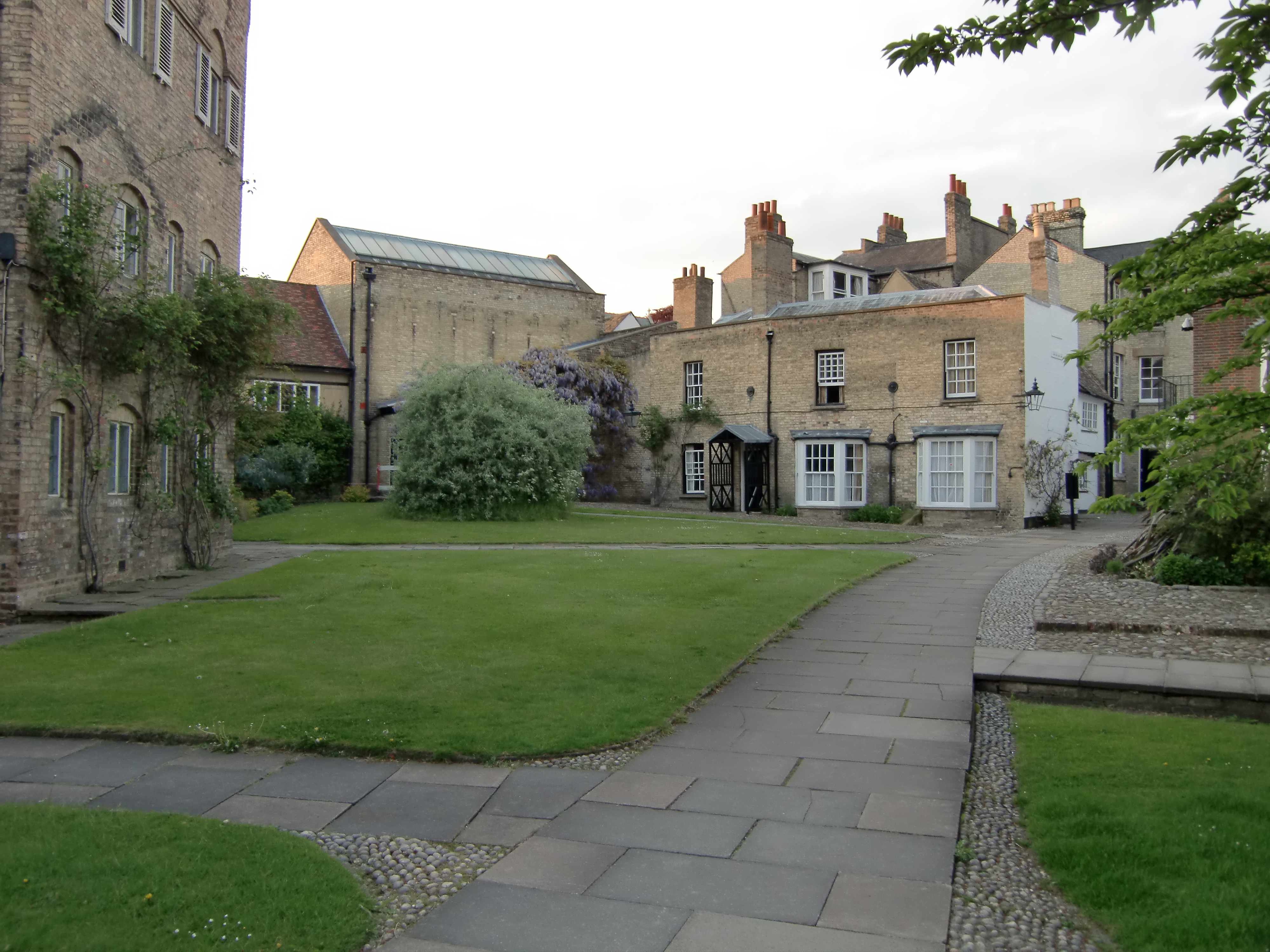
バッキンガム・コート（Buckingham Court）
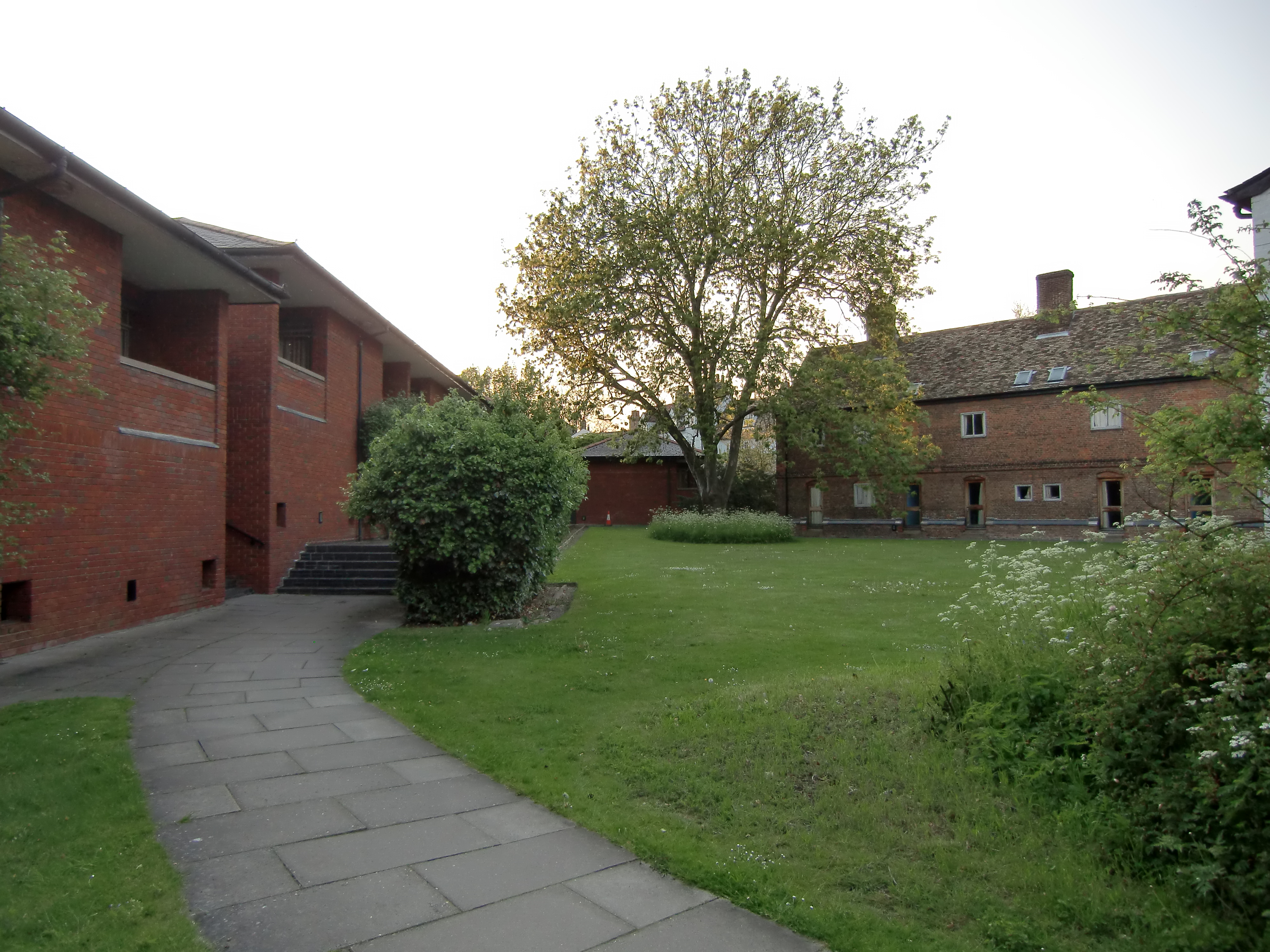
クリップス・コート・オランジェリー（Cripps Court Orangery）
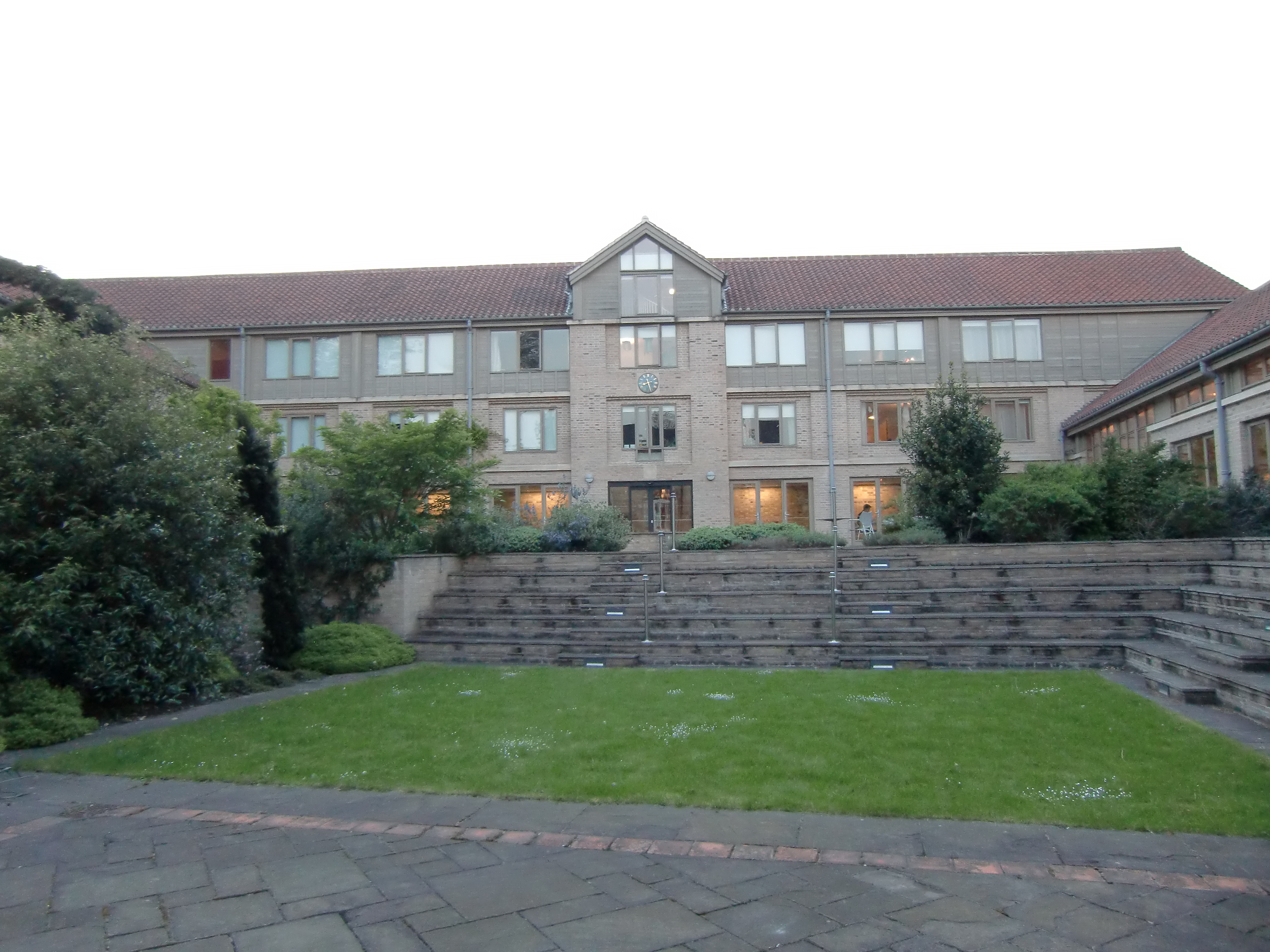
階段状のクリップス・コート庭園（Cripps Court）
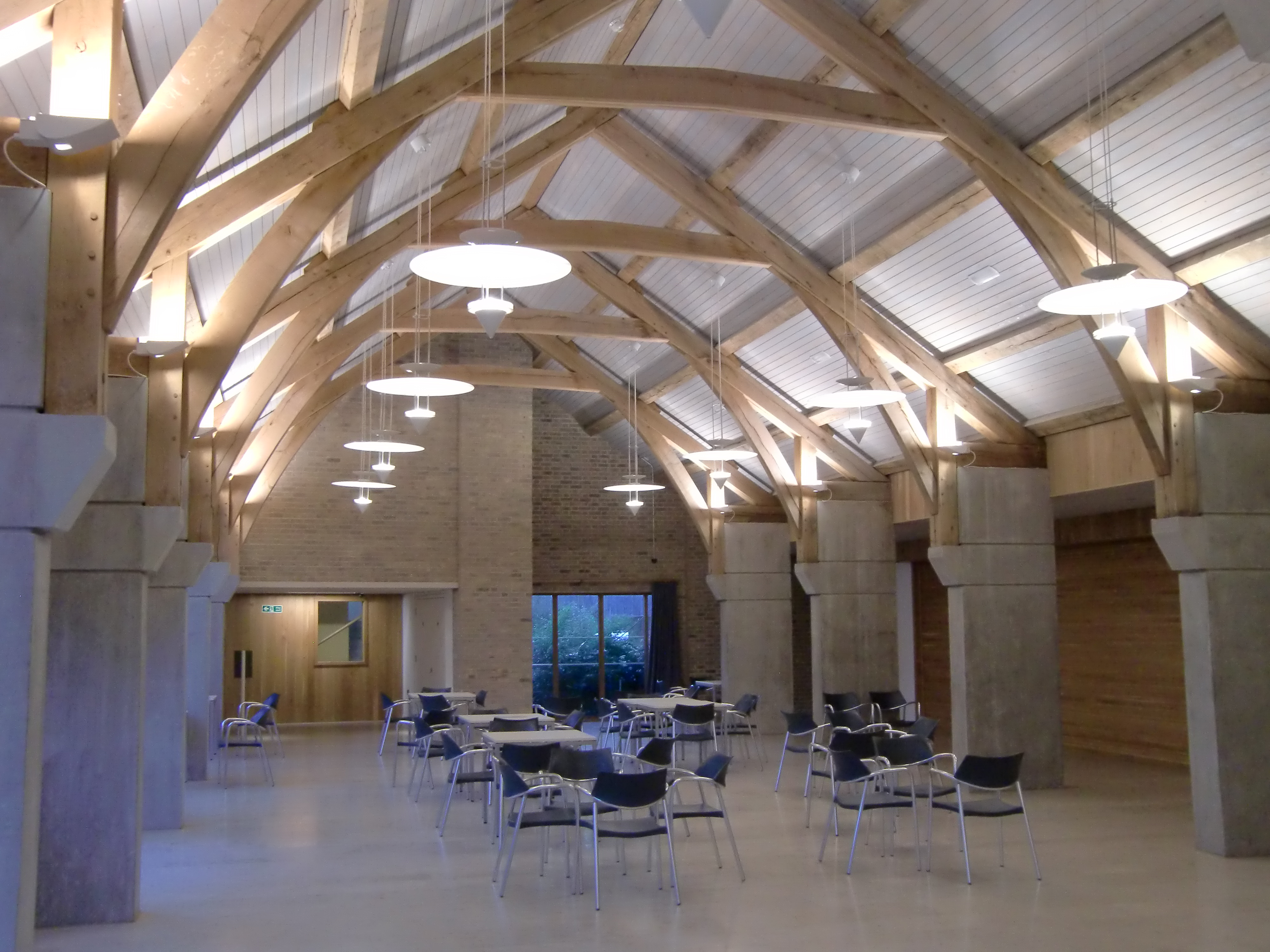
クリップス・コート・オランジェリー（Cripps Court Orangery）

## ノーベル賞受賞者（卒業生及び所属研究者）
- ジョン・ガードン：生物学者、ノーベル生理学・医学賞受賞者
- パトリック・ブラケット：物理学者、ノーベル物理学賞受賞者

## 卒業生
- サミュエル・ピープス（17世紀イギリスの官僚、海軍大臣、「英国海軍の父」）
- ジョージ・マロリー（登山家）
- チャールズ・スチュワート・パーネル（政治家、中退）
- トマス・クランマー（カンタベリー大司教）
- マイク・ニューウェル（映画監督）
- ジュリアン・フェロウズ（脚本家）
- マイケル・レッドグレイヴ（俳優）
- グロスター公リチャード（イギリス王室成員）
- サミュエル・モーランド（外交官、発明家）